# Abgeordnetenhaus von Virginia

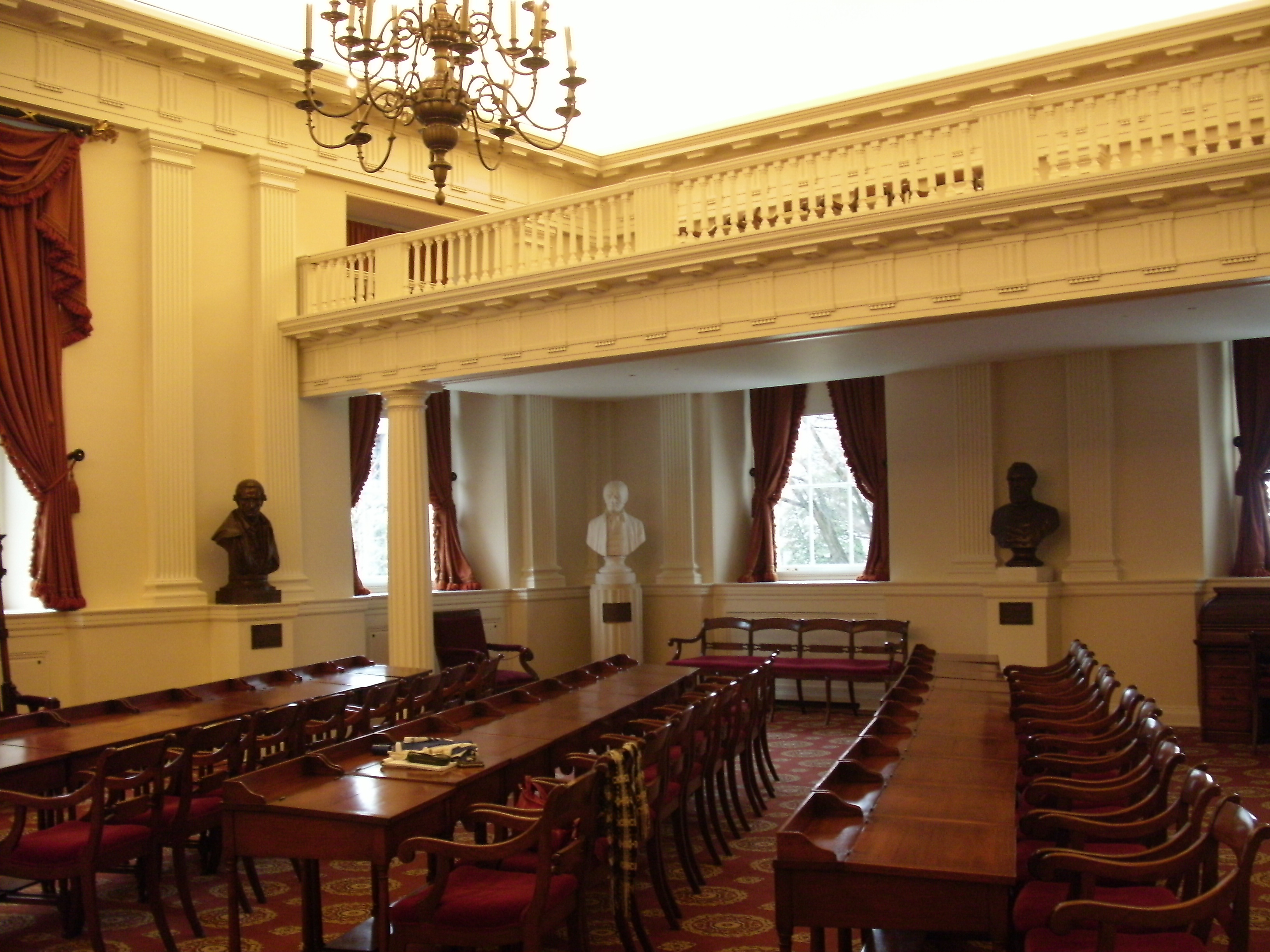
Ehemaliger Sitzungssaal des Abgeordnetenhauses von Virginia im State Capitol

Das Abgeordnetenhaus von Virginia (Virginia House of Delegates) ist das Unterhaus der Virginia General Assembly, der Legislative des US-Bundesstaates Virginia. Es gibt nur drei Staaten (Maryland, Virginia und West Virginia), die ihre Unterhäuser House of Delegates nennen.
Die Parlamentskammer setzt sich aus 100 Abgeordneten zusammen, die jeweils einen Wahldistrikt repräsentieren. Die Abgeordneten werden jeweils für zweijährige Amtszeiten gewählt. Im Gegensatz zu den meisten Staaten finden diese Wahlen während der ungeraden Jahre statt. Vorsitzender des Repräsentantenhauses ist der Speaker. Er wird zunächst von der Mehrheitsfraktion der Kammer gewählt, ehe die Bestätigung durch das gesamte Parlament folgt. Der Speaker ist auch für den Ablauf der Gesetzgebung verantwortlich und überwacht die Abstellungen in die verschiedenen Ausschüsse. Das House of Delegates ist heute der Nachfolger des House of Burgesses, welches 1619 das erste Mal in Jamestown zusammenkam. Außer dem Speaker gibt es den Mehrheitsführer (Majority Leader), den Majority Caucus Chair, den Oppositionsführer (Minority leader), den Minority Caucus Chair, sowie die Chairs, die von den etlichen Ausschüssen der Kammer kommen. Durch das House of Burgesses wird das Virginia House of Delegates als die älteste zusammenhängende Legislativkammer in der Neuen Welt angesehen.
Das Parlament traf sich seit 1788 im Virginia State Capitol in der Hauptstadt Richmond. Dieses wurde von Thomas Jefferson entworfen. In den letzten Jahren finden sich die Mitglieder der General Assembly und deren Stab im General Assembly Building ein, das sich am Capitol Square befindet.

## Gehalt und Voraussetzung für die Abgeordnetenkammer
Das jährliche Gehalt der Delegierten beträgt 17.640 Dollar. Jeder Delegierte repräsentiert durchschnittlich 71.000 Einwohner. Ferner muss jeder Kandidat vor der Wahl ins Abgeordnetenhaus das 21. Lebensjahr vollendet haben und Einwohner des Distrikts sein, welchen er repräsentieren will. Er muss aber auch berechtigt sein, für die General Assembly Legislatur zu stimmen. Eine reguläre Sitzung der General Assembly dauert in einem geraden Jahr 60 Tage und in einem ungeraden Jahr 30 Tage, es sei denn, sie wird durch eine Zweidrittelmehrheit verlängert.

## Zusammensetzung nach der Wahl im Jahr 2023
| Partei | Partei                 | Abgeordnete |
| ------ | ---------------------- | ----------- |
|        | Demokratische Partei   | 51          |
|        | Republikanische Partei | 49          |
| Summe  | Summe                  | 100         |

### Wichtige Mitglieder
| Position                            | Name              | Partei       |
| ----------------------------------- | ----------------- | ------------ |
| Speaker                             | Don Scott         | Demokraten   |
| Mehrheitsführer (Majority Leader)   | Charniele Herring | Demokraten   |
| Oppositionsführer (Minority Leader) | Todd Gilbert      | Republikaner |